# 도초중학교
도초중학교(都草中學校)는 전라남도 신안군 도초면 수항리에 있었던 공립 중학교이다.

## 학교 연혁
- 1953년 4월 1일: 도초고등공민학교 개교
- 1964년 2월 10일: 학교 법인 도초중학교 설립 인가
- 1964년 3월 10일: 개교
- 1977년 1월 20일: 공립 도초중학교 설립 인가(21학급)
- 1977년 3월 1일: 초대 최일 교장 취임
- 1999년 9월 1일: 도초중·고등학교 통합 운영
- 2014년 3월 1일: 제16대 이창균 교장 부임
- 2016년 2월 11일: 제52회 졸업(졸업생 15명) 졸업생 총수 7,531명
- 2017년 2월 28일: 53년만에 폐교[1]